# ورلدز اند
ورلدز اند یا پایان دنیا (به انگلیسی: The World's End) یک فیلم کمدی و علمی تخیلی ، محصول سال ۲۰۱۳ ، به کارگردانی ادگار رایت و نویسندگی سایمون پگ و ادگار رایت است. این فیلم سومین و آخرین قسمت از سه‌گانه سه طعم کورنتو است.

## خلاصه فیلم
۵ دوست صمیمی که در کودکی عهد بسته‌بودند در تمامی کلاب‌های شهر مشروبات الکلی مصرف کنند، حالا در بزرگسالی قصد اجرایی‌کردن عهدشان را دارند اما هنگامی‌که به آخرین کلاب شهر یعنی " انتهای دنیا " می‌رسند، دنیا رو به فروپاشی می‌رود در حالی که این ۵ نفر تنها امید بشر برای نجات پیداکردن از این فاجعه هستند...